# Goephanes viettei
Goephanes viettei là một loài bọ cánh cứng trong họ Cerambycidae.